# Barsebäck
Barsebäck is een plaats in de gemeente Kävlinge in Skåne de zuidelijkste provincie van Zweden. De plaats heeft 509 inwoners (2005) en een oppervlakte van 45 hectare.
Net buiten het dorp vindt men de golfbaan Barsebäck Golf & Country Club.
Er staat ook de gesloten Kerncentrale Barsebäck.

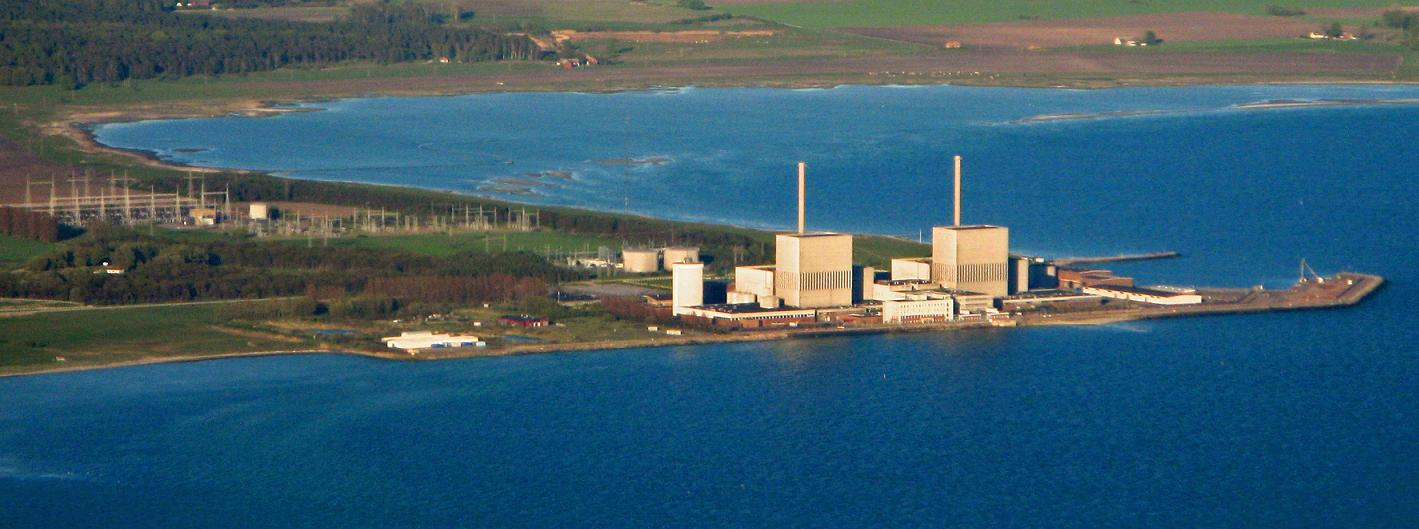
Barsebäck
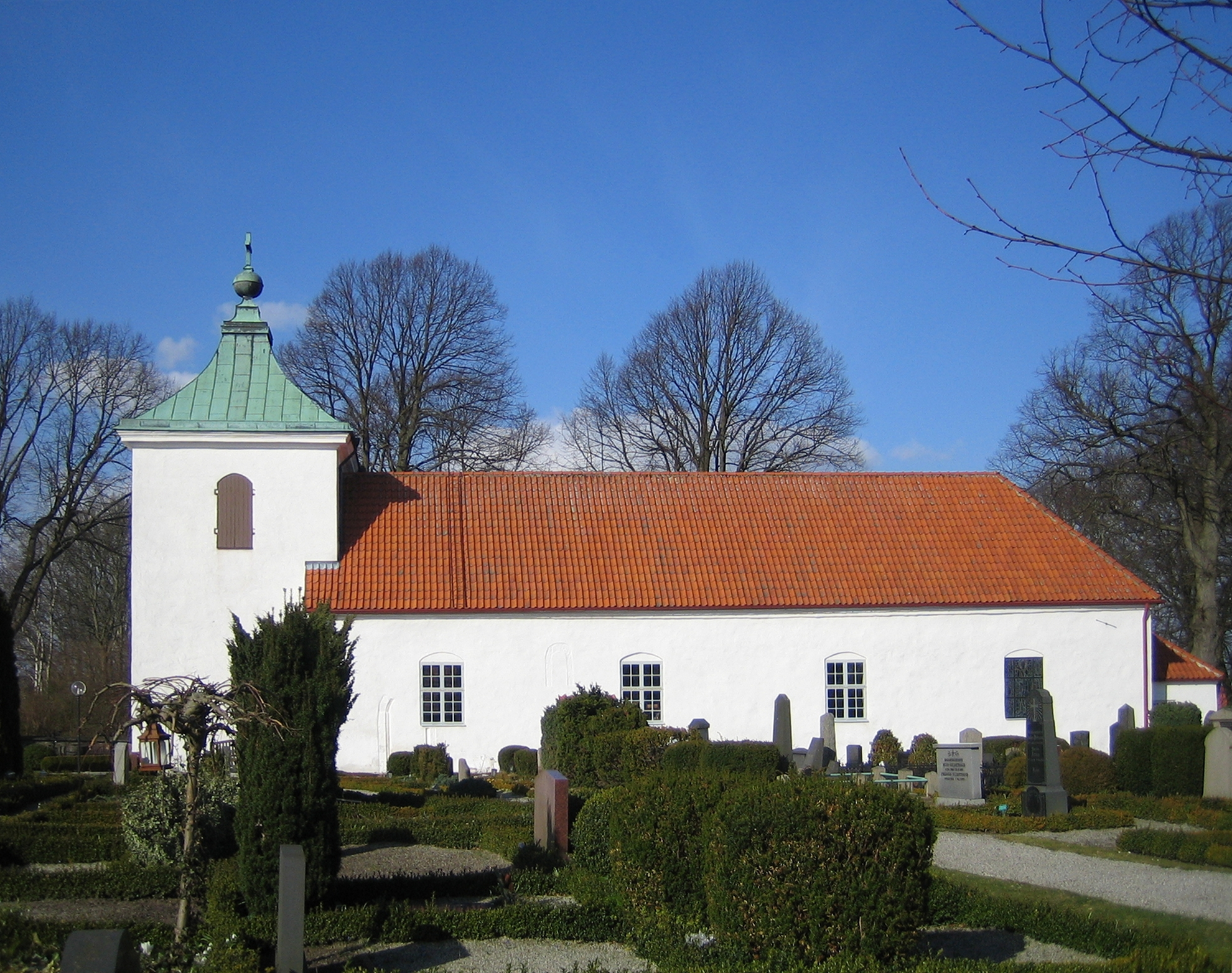
Kerk van Barsebäck